# Glycerin
Glycerin (von griech. γλυκερός glykerós „süß“, auch Glyzerin oder Glycerol) ist der Trivialname und die gebräuchliche Bezeichnung von Propan-1,2,3-triol. Glycerin ist ein Zuckeralkohol und der einfachste dreiwertige Alkohol, ein Triol. Der Name Glycerol wurde eingeführt, da er die korrekte Endung -ol für einen Alkohol besitzt (die Endung -in steht für Alkine oder Amine).
Glycerin ist in allen natürlichen Fetten und fetten Ölen – z. B. Pflanzenölen – chemisch gebunden als Fettsäureester (Triglyceride) vorhanden und spielt eine zentrale Rolle als Zwischenprodukt in verschiedenen biologischen Stoffwechselprozessen. Als Lebensmittelzusatzstoff trägt es das Kürzel E 422.
In der chemischen Industrie ist Glycerol eine Plattformchemikalie.

## Geschichte
1779 erhielt Carl Wilhelm Scheele bei der Verseifung von Olivenöl erstmals Glycerin. Michel-Eugène Chevreul konnte im Jahr 1813 nachweisen, dass Fette Ester von Fettsäuren und Glycerin sind und gab dem Alkohol 1823 seinen Namen, abgeleitet von γλυκύς glykýs ‚süß‘. 1836 wurde der strukturelle Aufbau von Théophile-Jules Pelouze aufgeklärt.
Der Engländer George Fergusson Wilson entwickelte 1854 ein Verfahren, um reines Glycerin in industriellem Maßstab zu synthetisieren. In der Folgezeit stieg das Interesse an Glycerin als Vorläufer für das damals neu entdeckte Nitroglycerin.
Damals wurde Glycerin größtenteils aus Ölen und Fetten gewonnen, allerdings reichte die Produktionsmenge in Kriegszeiten nicht aus, sodass erstmals auch Anlagen gebaut wurden, in denen Glycerin aus Zucker fermentativ hergestellt wurde. 1943 wurde in Deutschland eine neue, erdölbasierte Herstellungsmethode für Glycerin gefunden, die in der Folgezeit die fermentative Herstellung ablöste. Um die Jahrtausendwende wurden ca. 25 % des Glycerins erdölbasiert hergestellt.
Da durch politische Maßnahmen seit Anfang der 2000er Jahre die Produktion von Biodiesel mehr und mehr gefördert wurde, stieg auch die Menge des Kuppelprodukts Glycerin aus natürlichen Quellen stark an. Mittlerweile wird Glycerin nahezu ausschließlich aus nachwachsenden Rohstoffen hergestellt. Durch die gestiegene Produktionsmenge ist der Glycerinpreis stark gefallen. Damit wird Glycerin auch für neue Anwendungen interessant, für die es früher zu teuer war. 2015 lag die weltweite Jahresproduktion an Glycerin bei ca. 4 Millionen Tonnen.

## Gewinnung und Darstellung
Die Herstellung kann petrochemisch aus Propen mit den Zwischenprodukten Allylchlorid und Epichlorhydrin oder chemisch als Kuppelprodukt bei der Verseifung von natürlichen Fetten und Ölen zur Gewinnung von Seifen (= Alkalisalze der Fettsäuren) geschehen. Früher wurden dazu vor allem tierische Fette eingesetzt.
Inzwischen werden große Mengen Glycerin als Nebenprodukt der Biodieselherstellung erzeugt. Dies geschieht durch eine Umesterung von meist pflanzlichen Ölen mit Methanol. Ein Fettmolekül (Triacylglycerid) wird mit drei Methanolmolekülen zu Glycerin und drei Fettsäuremethylestern (FAME) umgesetzt.

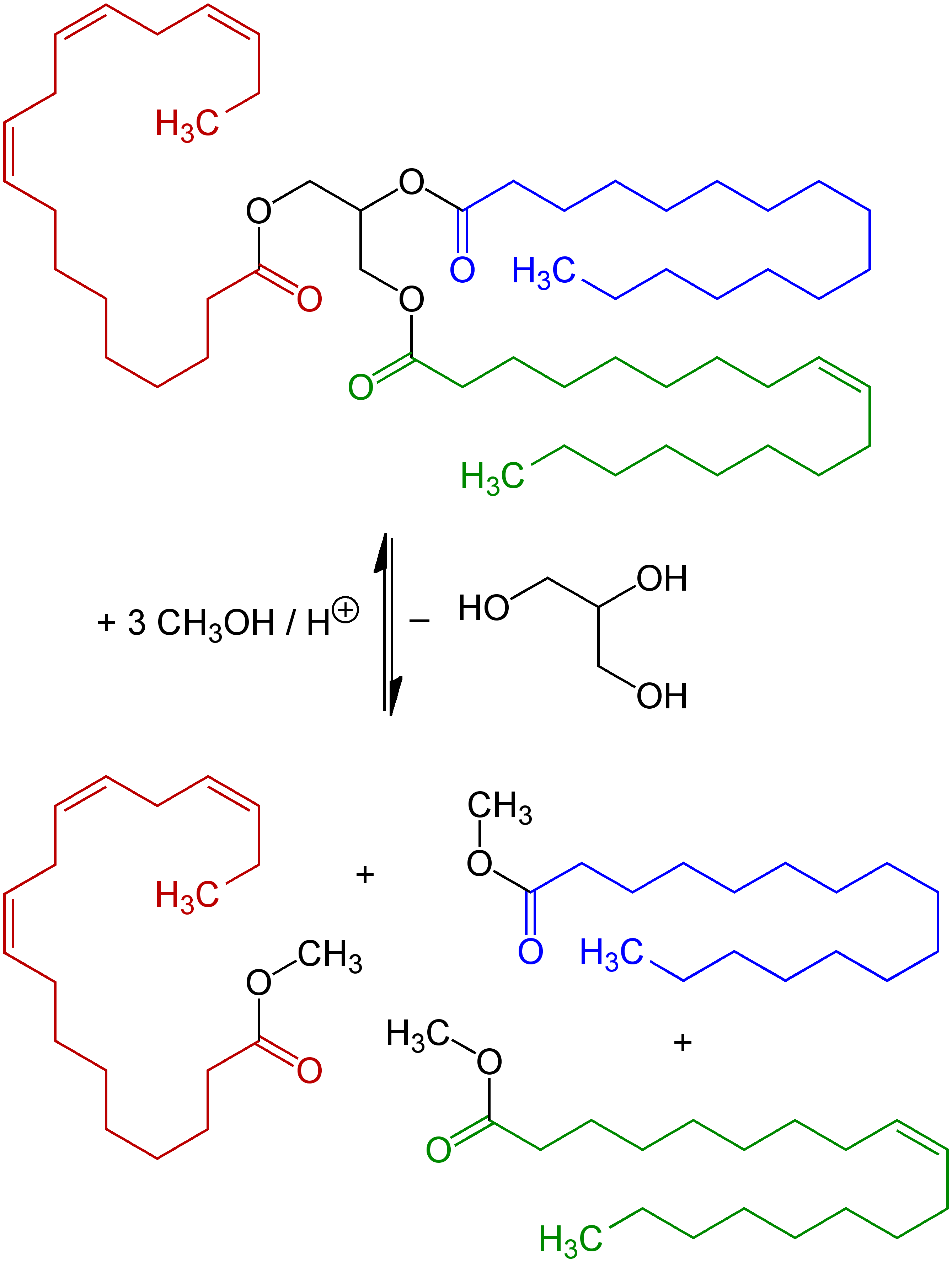
Schematisches Beispiel für die säurekatalysierte Umesterung eines natürlichen Triglycerids (oben) in Fetten und Ölen. Der blau markierte Fettsäurerest ist gesättigt, der grün markierte ist einfach, der rot markierte dreifach ungesättigt. Bei der Gleichgewichtsreaktion wird Glycerin abgespalten und es entsteht FAME (unten), ein Gemisch von Fettsäuremethylestern, im Beispiel drei verschiedene.

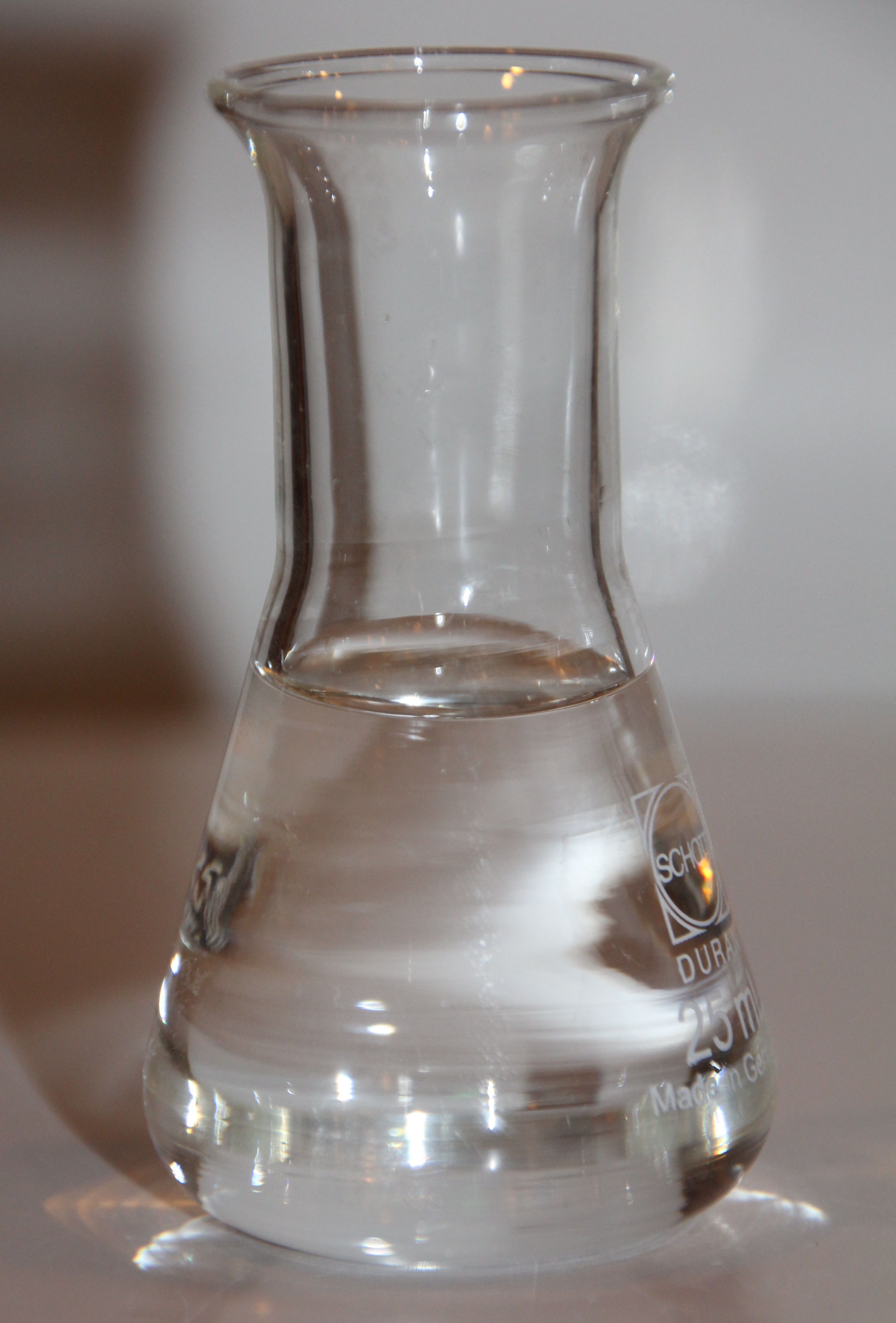
Glycerin

Auch eine biotechnologische Herstellung durch Fermentation ist möglich. Hefen können durch Sulfitzusatz die Gärung von Ethanolbildung auf Glycerinbildung umstellen. Als Substrat wurde oftmals Melasse verwendet, da diese neben einem hohen Anteil an Zucker auch viel Sulfit enthält. Diese Form der Gärung wurde 1918 von Neuberg als 2. Neuberg’sche Gärungsform bezeichnet. Das Verfahren geht auf Carl Neuberg zurück, wurde von Karl Lüdecke und Wilhelm Connstein von den Vereinigten Chemischen Werken in Berlin-Charlottenburg entwickelt und war im Ersten Weltkrieg in Deutschland von großer Bedeutung für die Sprengstoffproduktion.
Glycerin ist in unterschiedlichen Reinheiten im Handel erhältlich. Für industrielle Zwecke wird es als Rohglycerin und für pharmazeutische Zwecke (Pharmaglycerin) in den Qualitäten 99,8-, 99,5- und etwa 86-prozentig angeboten. 86-prozentig (mit 14 % Wasser) ist es wegen des stark erniedrigten Schmelzpunkts (−10 °C) und der niedrigeren Viskosität (ca. 100 mPa·s) technisch einfacher zu handhaben. Die Aufbereitung erfolgt durch mehrstufige Destillation, Desodorierung und Filtration.
Hochreines, synthetisches Glycerin stammt nicht aus tierischen oder pflanzlichen Vorprodukten und wird besonders in qualitätssensiblen Bereichen der Pharmaindustrie sowie der Kosmetik- und Lebensmittelindustrie eingesetzt. Mit den heutigen Herstellungsmethoden zählt Glycerin als vegan/vegetarisch.

## Eigenschaften

### Physikalische Eigenschaften
Glycerin ist bei Raumtemperatur eine farb- und geruchlose, leicht viskose und hygroskopische Flüssigkeit, die süß schmeckt. Glycerin hat eine Viskosität von 1480 mPa·s (20 °C).
In der Physik ist Glycerin vor allem für seine geringe Kristallisationstendenz bekannt. Das heißt, beim Abkühlen kristallisiert es in der Regel nicht, sondern bildet eine sogenannte „unterkühlte Flüssigkeit“. Deren Viskosität steigt mit abnehmender Temperatur kontinuierlich an, bis Glycerin unterhalb einer Glasübergangstemperatur von etwa 185 K (−88 °C) in einer nicht-kristallinen amorphen Struktur erstarrt. Vom physikalischen Standpunkt ist Glycerin unterhalb 185 K somit ein Glas. Temperaturabhängige physikalische Messungen an Glycerin und anderen unterkühlten Flüssigkeiten werden daher oft zur Untersuchung des theoretisch bislang nur unvollständig verstandenen Glasübergangs genutzt. Dies erfordert bei Glycerin Messungen von Raumtemperatur bis etwa −88 °C (185 K). Dies ist technisch deutlich einfacher zu bewerkstelligen als Messungen an konventionellen Kalk-Natron-Gläsern, mit Glasübergangstemperaturen von etwa 500–800 °C.

### Chemische Eigenschaften
Glycerin bildet unter Hitzeeinwirkung weißen Dampf. Beim Erhitzen unter Sauerstoffmangel zersetzt es sich zu dem in Wasser gut (267 g/l) löslichen sowie giftigen ungesättigten Aldehyd Acrolein, das auch Acrylaldehyd oder Acrolein genannt wird.
Mit festem Kaliumpermanganat reagiert es unter Selbstentzündung vollständig zu Kohlenstoffdioxid und Wasser. Als Nebenprodukte entstehen bei dieser Reaktion auch Braunstein und Kaliumcarbonat.
Von wässrigem Kaliumpermanganat wird es nur bis zur Mesoxalsäure oxidiert (CSB-Titration durch Manganometrie).

### Sicherheitstechnische Kenngrößen
Glycerin bildet bei höherer Temperatur entzündliche Dampf-Luft-Gemische. Die Verbindung hat einen Flammpunkt bei 191 °C. Der Explosionsbereich liegt zwischen 2,6 Vol.‑% (99 g/m3) als untere Explosionsgrenze (UEG) und 11,3 Vol.‑% (435 g/m3) als obere Explosionsgrenze (OEG). Die Zündtemperatur beträgt 400 °C. Der Stoff fällt somit in die Temperaturklasse T2.

## Verwendung

### Lebensmittel

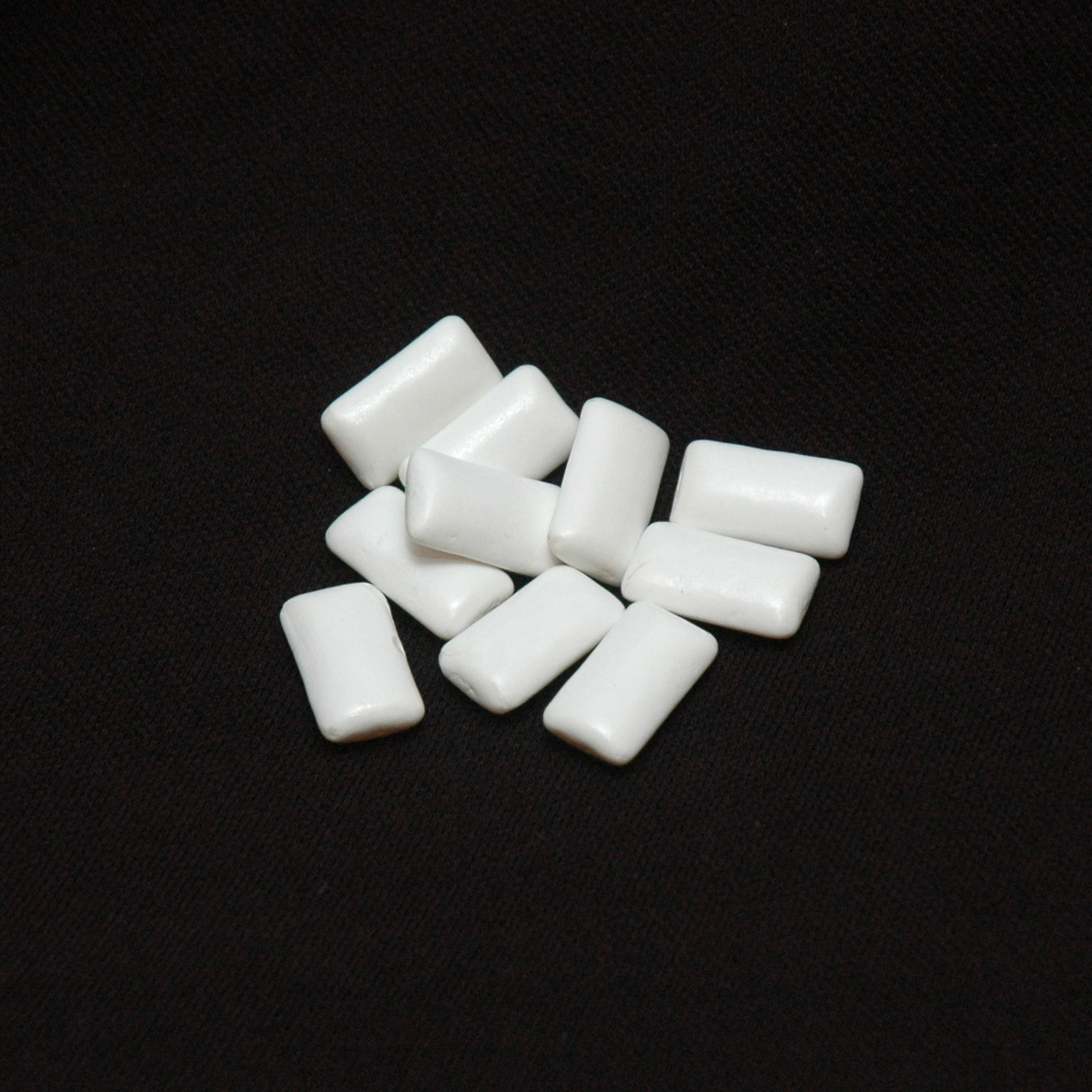
Glycerin dient als Feuchthalteprodukt beispielsweise in Kaugummis

Als Lebensmittelzusatzstoff findet Glycerin unter der Nummer E 422 Anwendung zur Feuchthaltung, etwa für Datteln oder Kaugummi, aber auch als Süßungsmittel. Glycerin hat etwa 60 % der Süßkraft von Saccharose („Haushaltszucker“).

### Kosmetik und Hygiene
Wegen seiner wasserbindenden Eigenschaften ist Glycerin in Kosmetikartikeln als Feuchtigkeitsspender enthalten. Auch in verschiedenen Zahnpasten ist Glycerin enthalten.

### Haushalt
Häufig wird Glycerin in das Wasser von Weihnachtsbaumständern gegeben, um den Baum länger frisch zu halten. Das Glycerin führt dazu, dass die Nadeln länger halten. Glycerin findet aufgrund seiner feuchtigkeitsspendenden Wirkung Verwendung in Lederpflegemitteln und Schuhcremes, um Leder glatt und geschmeidig zu halten. Auch bei der Herstellung von Flüssigkeit für Seifenblasen wird in der Regel etwas Glycerin hinzugegeben.

### Malerei
Glycerin dient als Feuchthaltemittel in Aquarellfarben, entweder allein oder zusammen mit Honig.

### Tabak, Zigaretten und Verdampfer

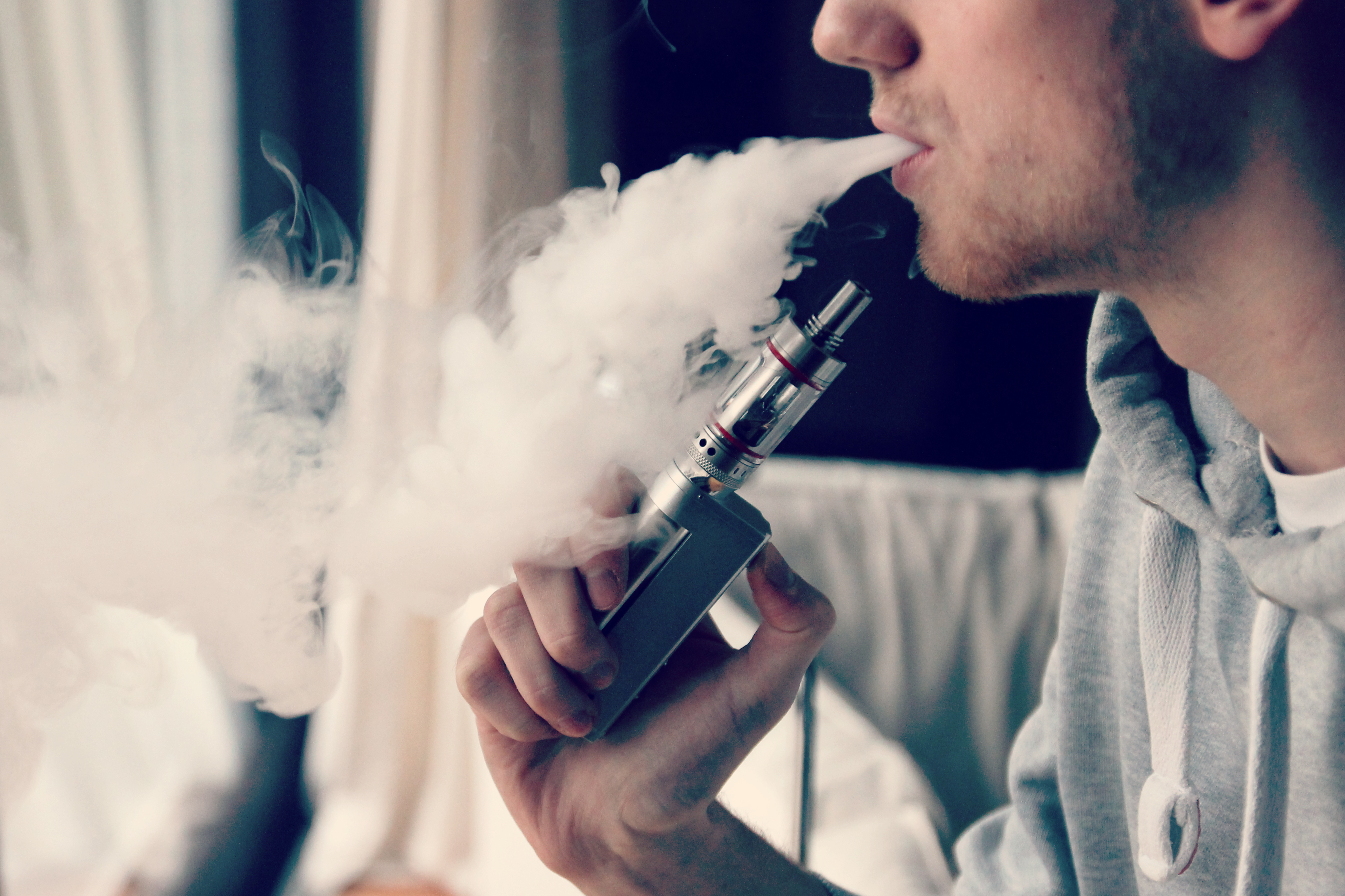
Glycerin wird zur Nebelerzeugung in E-Zigaretten eingesetzt

Glycerin (E 422) wird zusammen mit 1,2-Propandiol als Feuchthaltemittel für Tabakwaren verwendet, nicht zu verwechseln mit der Glycerin-Phosphorsäure und deren Natrium-, Kalium- und Magnesiumverbindungen, deren Reinheitsanforderungen beispielsweise in Deutschland in deren Tabakverordnung klar definiert sind. Im Zigaretten- und Pfeifentabak sollen die Feuchthaltemittel vor allem die Lagerungszeiten der Produkte verlängern und die Austrocknung verhindern. Shisha-Tabak werden von den Herstellern deutlich höhere Mengen an Feuchthaltemitteln zugemischt, um einerseits die Verbrennung des Tabaks zu verhindern und andererseits einen dichteren Dampf zu erzeugen. Weiterhin findet Glycerin ebenso wie 1,2-Propandiol Verwendung als Liquid in elektrischen Zigaretten, in diesem Kontext wird es auch als „VG“ bezeichnet.

Nitroglycerin (Glycerintrinitrat)

### Industrie und Technik
Glycerin wird als Frostschutzmittel (in Mischung mit Wasser als Wärmeträger), Schmierstoff und Weichmacher verwendet. In Nebelfluiden wird es zur Erhöhung der Standzeit des Nebels beigesetzt. Bei der Herstellung von Kunststoffen, Microchips, Farbstoffen sowie Zahnpasta wird die Substanz als Reaktant benötigt. Bei der Reaktion von Glycerin mit einem Gemisch konzentrierter Salpetersäure und konzentrierter Schwefelsäure entsteht „Glyceroltrinitrat“. Diese Verbindung ist der als „Nitroglycerin“ bekannte Explosivstoff, der zusammen mit Kieselgur den Sprengstoff Dynamit bildet.
Aufgrund der zeitweise deutlich gesunkenen Preise werden neue Anwendungsgebiete für Glycerin gesucht. Neben der Verbrennung sind dabei insbesondere die Nutzung als zusätzliches Nährmedium (Cosubstrat) in Biogasanlagen zur Erzeugung von Biogas sowie die Nutzung als Fermentationssubstrat in der Industriellen Biotechnologie Alternativen.
Weiterhin wird geforscht, Glycerin mit Isobuten zu Glycerin-tert-butylether (GTBE; analog zu MTBE und ETBE) umzusetzen für den Einsatz als Kraftstoffzusatz. Seit 2009 setzt die Volkswagen AG aus alten Frittierfetten gewonnenes Glycerin anstelle von aus Erdöl gewonnenem Ethylenglycol als Kühlmittelzusatz (G13) in ihren Fahrzeugmodellen ein.
Glycerin lässt sich in einem neuen Verfahren unter Einwirkung von Ameisensäure zu einem chemischen Grundbaustein – dem Allylalkohol – umsetzen.
In der Formel E werden Stromerzeugungsaggregate mit Glycerin statt Dieselöl als Kraftstoff betrieben.

### Landwirtschaft
Bei steigenden Futtermittelpreisen findet Glycerin als Futtermittel für Wiederkäuer, Schweine und Hühner Interesse.

### Medizin

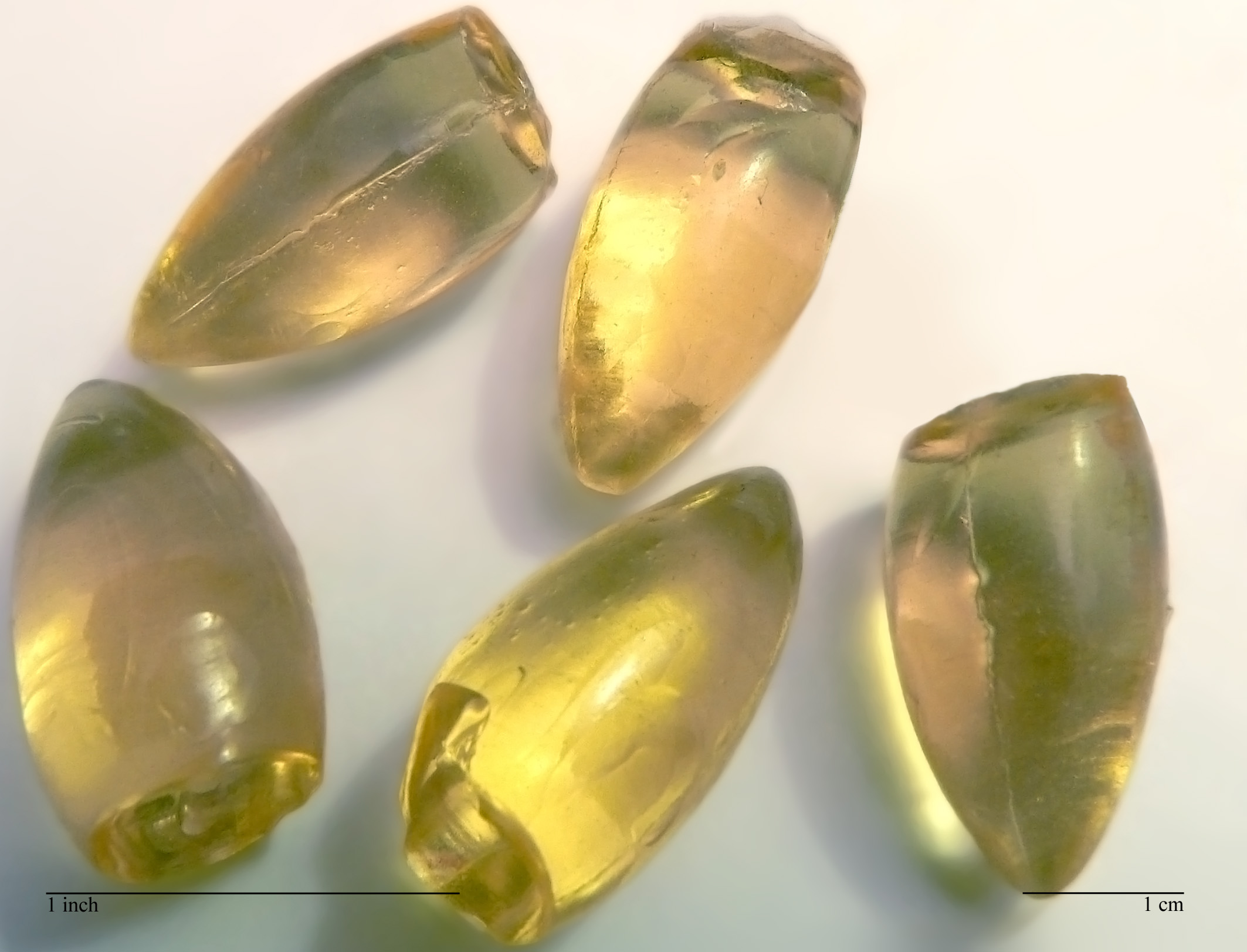
Glycerinhaltige Zäpfchen als Abführmittel

Glycerin wird in der Medizin als Arzneistoff zur Behandlung des Hirnödems eingesetzt. Dazu wird es als 10%ige Lösung infundiert.
In Form glycerinhaltiger Zäpfchen kommt es als Abführmittel (Laxans) zur Anwendung. Die Wirkung entsteht zum einen durch einen reflektorischen Effekt: Durch den Kontakt des Glycerins mit der Rektalschleimhaut wird der Defäkationsreiz gesteigert (siehe auch: Defäkationsreflex). Zum anderen wirkt ein osmotischer Effekt: Durch den Wassereinstrom in das Darmlumen wird der Stuhl weicher und gleitfähiger.
Gegenstand medizinischer Forschung ist die Verwendung von Glycerin zur Aufrechterhaltung der menschlichen Hirn- und Organfunktionen während einer künstlichen Absenkung der Körpertemperatur. Dies könnte für langwierige, schwierige medizinische Operationen von Bedeutung sein. Biologisches Vorbild ist der kanadische graue Laubfrosch Hyla versicolor, dessen Körperzellen sich zur Überwinterung mit Glycerin anreichern.
Glycerin wird auch im Rahmen des Klockhoff-Testes (Glycerol-Belastungstest) zur Diagnose eines Morbus Menière verwendet.

### Plattformchemikalie in der Chemieindustrie
Glycerin ist eine Plattformchemikalie, da es in großem Umfang biobasiert gewonnen wird, und sich chemisch als Synthesebaustein für zahlreiche verschiedene Endprodukte eignet.

## Biologische Bedeutung

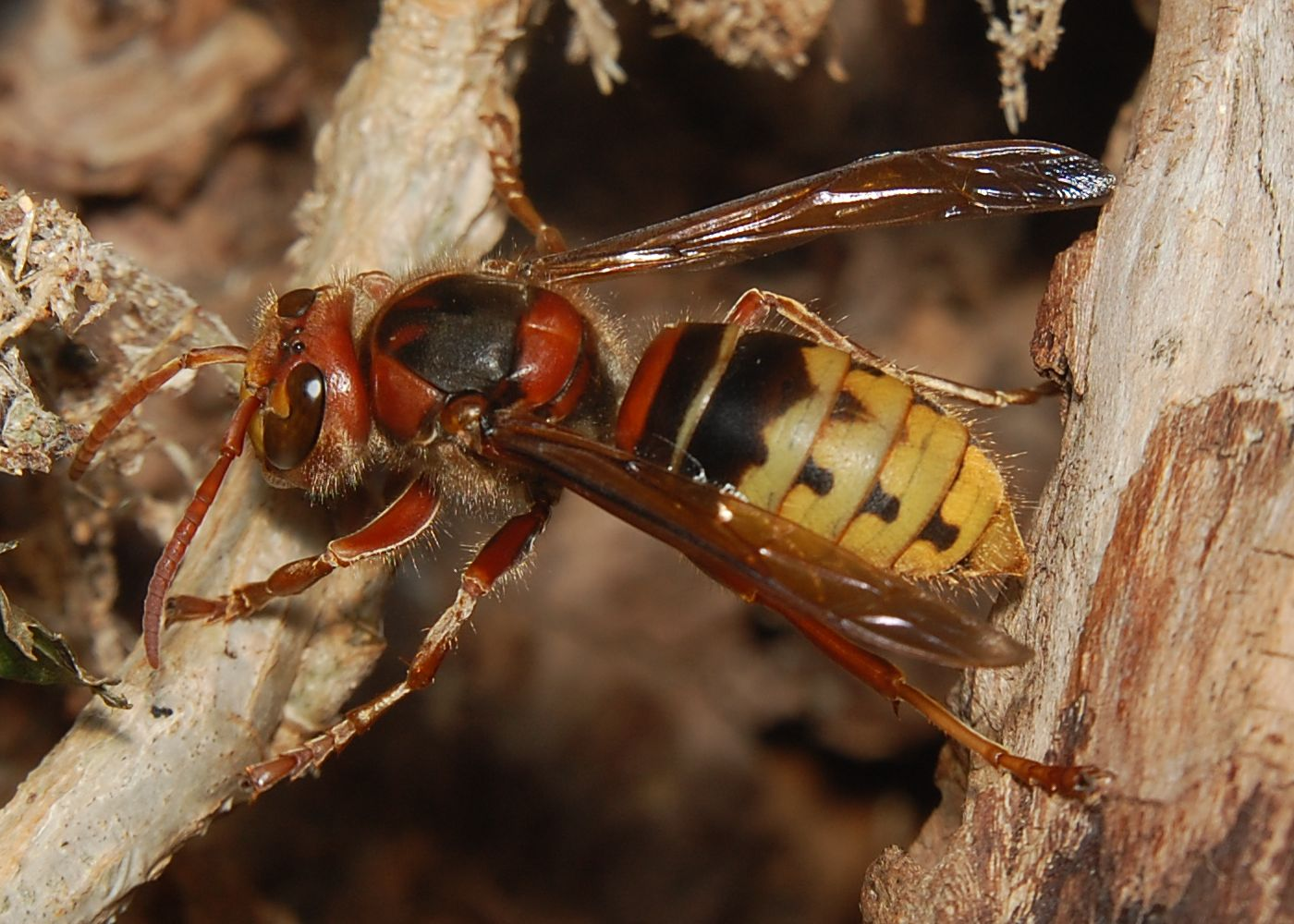
Glycerin dient einigen Insekten wie Hornissen als Frostschutzmittel

Die meisten tierischen und pflanzlichen Fette und Öle sind Triglyceride. Sie bestehen aus dem dreiwertigen Alkohol Glycerin, der über die Hydroxygruppen (–OH) dreifach mit Fettsäuren verestert ist. Sie sind Energiespeicher im Fettgewebe oder in Samen von Ölpflanzen, wie Raps, Soja, Sonnenblume, Kokospalmen oder Ölpalmen. Ähnlich aufgebaut sind Phosphoglyceride. Statt der dritten Fettsäure ist eine Phosphatgruppe verestert und an diese ein Rest gekoppelt, wie Cholin im Lecithin. Somit erhält das Molekül einen polaren und einen apolaren Bereich, was die Bildung einer Membran (Zellmembran) ermöglicht.
Nahezu alle natürlich vorkommenden Glycerinderivate weisen die sn-Konfiguration auf, welche die räumliche Anordnung der Substituenten am mittleren Kohlenstoffatom des Glycerins festlegt.
Einige Insekten enthalten Glycerin als natürliches Gefrierschutzmittel im Blut, um tiefe Temperaturen überleben zu können. Hornissen überleben so bis zu −17 °C und arktische Laufkäfer bis zu −85 °C.

## Gesundheitsrisiken

### In Lebensmitteln
Als Zusatzstoff in Lebensmitteln gilt Glycerin als unbedenklich. Größere Mengen Glycerol, etwa verwendet als Zuckerersatz in Slushies, können bei Kindern unter vier Jahren zu Gesundheitsbeschwerden (Schwindel, Erbrechen, Kopfschmerzen, Bewusstlosigkeit) führen.
Erwachsene können Glycerol ohne Probleme verdauen. Bei Kindern führt es zu Entzug von Wasser aus dem Gewebe (Dehydration), sowie einer extremen Senkung des Blutzuckers bis zum hypoglykämischen Koma.
Er wurde von der Food and Drug Administration (Lebensmittelüberwachungsbehörde der USA) ohne Höchstmengenbeschränkung (Erlaubte Tagesdosis) als unbedenklich eingestuft. In der EU ist es als Zusatzstoff E422 ebenfalls ohne Höchstmengenbeschränkung zugelassen, 2017 wurde dies in einer Studie nochmals bestätigt.
Aufgrund von zwei Ereignissen in Schottland in den Jahren 2021 und 2022 mit glycerinhaltigen Slushies, die auf Grund von hohem Konsum zu Krankenhauseinweisungen der Kleinkinder geführt haben, wurden die Sicherheitsrichtlinien (Empfehlungen) in England 2023 für Lebensmittel geändert.
Der physiologische Brennwert von Glycerin liegt bei 17 kJ/g bzw. 4 kcal/g.

### In Wasserpfeifentabak

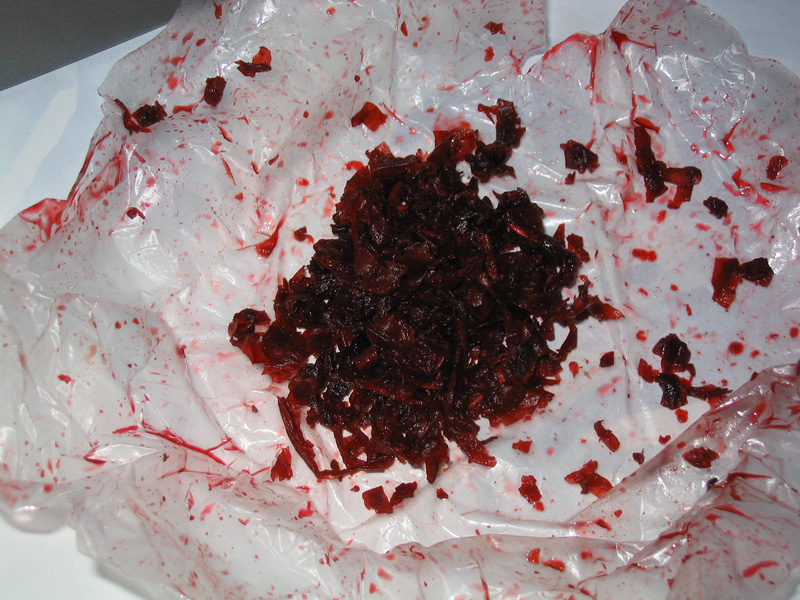
Ein feuchter Wasserpfeifentabak – Glycerin dient als Feuchthaltemittel

Glycerin wird neben anderen Feuchthaltemitteln Wasserpfeifentabaken in erheblichen Mengen zugesetzt. Eine Untersuchung des Bundesinstituts für Risikobewertung (BfR) quantifizierte den Feuchthaltemittelgehalt im Wasserpfeifenrauch und konnte erhebliche Mengen der Feuchthaltemittel Glycerin und 1,2-Propandiol nachweisen. In der Bewertung der Ergebnisse wurde auf mögliche Gesundheitsgefahren hingewiesen, bei denen sich das BfR auf Studien im Zusammenhang mit der Toxikologie von sogenannten tabakspezifischer Nitrosaminen (TSNA) und Polycyclische aromatische Kohlenwasserstoffe (PAK) bezieht, welche ebenso bei der Benutzung von Wasserpfeifen entstehen und teils sowohl im Blut als auch im Urin von Rauchern von Wasserpfeifen nachgewiesen wurden.